# Lars Qvist
Lars Qvist, född 1712, död 26 december 1790, var en svensk ämbetsman.

## Biografi
Lars Qvist föddes 1712. Han avlade magistergraden vid Uppsala universitet 1731 och blev auskultant i bergskollegium. Qvist blev 1733 auskultant i Svea hovrätt och 1737 vice häradshövding. Han blev 1740 landssekreterare i Västerbottens län och blev 1758 direktör över lappmarken med assessor. namn, heder och värdighet. Qvist var från 29 juni 1762 till 1780 lagman i Lappmarkens lagsaga. Han avled 1790.

### Familj
Qvist var gift med Margaretha Christina Tim (död 1798).